# James Foad
James Christian Foad (Southampton, 20 de marzo de 1987) es un deportista británico que compitió en remo.
Participó en los Juegos Olímpicos de Londres 2012, obteniendo una medalla de bronce en la prueba de ocho con timonel.
Ganó cuatro medallas de plata en el Campeonato Mundial de Remo entre los años 2010 y 2015, y dos medallas en el Campeonato Europeo de Remo, en los años 2014 y 2015.

## Palmarés internacional
| Juegos Olímpicos   | Juegos Olímpicos          | Juegos Olímpicos  | Juegos Olímpicos |
| Año                | Lugar                     | Medalla           | Prueba           |
| ------------------ | ------------------------- | ----------------- | ---------------- |
| 2012               | Londres (Reino Unido)     | Medalla de bronce | Ocho con timonel |
| Campeonato Mundial |                           |                   |                  |
| Año                | Lugar                     | Medalla           | Prueba           |
| 2010               | Cambridge (Nueva Zelanda) | Medalla de plata  | Ocho con timonel |
| 2011               | Bled (Eslovenia)          | Medalla de plata  | Ocho con timonel |
| 2014               | Ámsterdam (Países Bajos)  | Medalla de plata  | Dos sin timonel  |
| 2015               | Aiguebelette (Francia)    | Medalla de plata  | Dos sin timonel  |
| Campeonato Europeo |                           |                   |                  |
| Año                | Lugar                     | Medalla           | Prueba           |
| 2014               | Belgrado (Serbia)         | Medalla de bronce | Ocho con timonel |
| 2015               | Poznań (Polonia)          | Medalla de oro    | Dos sin timonel  |